# Barbus martorelli
Barbus martorelli är en fiskart som beskrevs av Roman, 1971. Barbus martorelli ingår i släktet Barbus och familjen karpfiskar. IUCN kategoriserar arten globalt som livskraftig. Inga underarter finns listade.